# Сульбьяте
Сульбьяте (итал. Sulbiate) — коммуна в Италии, в провинции Монца-э-Брианца области Ломбардия.
Население составляет 3305 человек, плотность населения составляет 661 чел./км². Занимает площадь 5 км². Почтовый индекс — 20050. Телефонный код — 039.